# 時事通信社

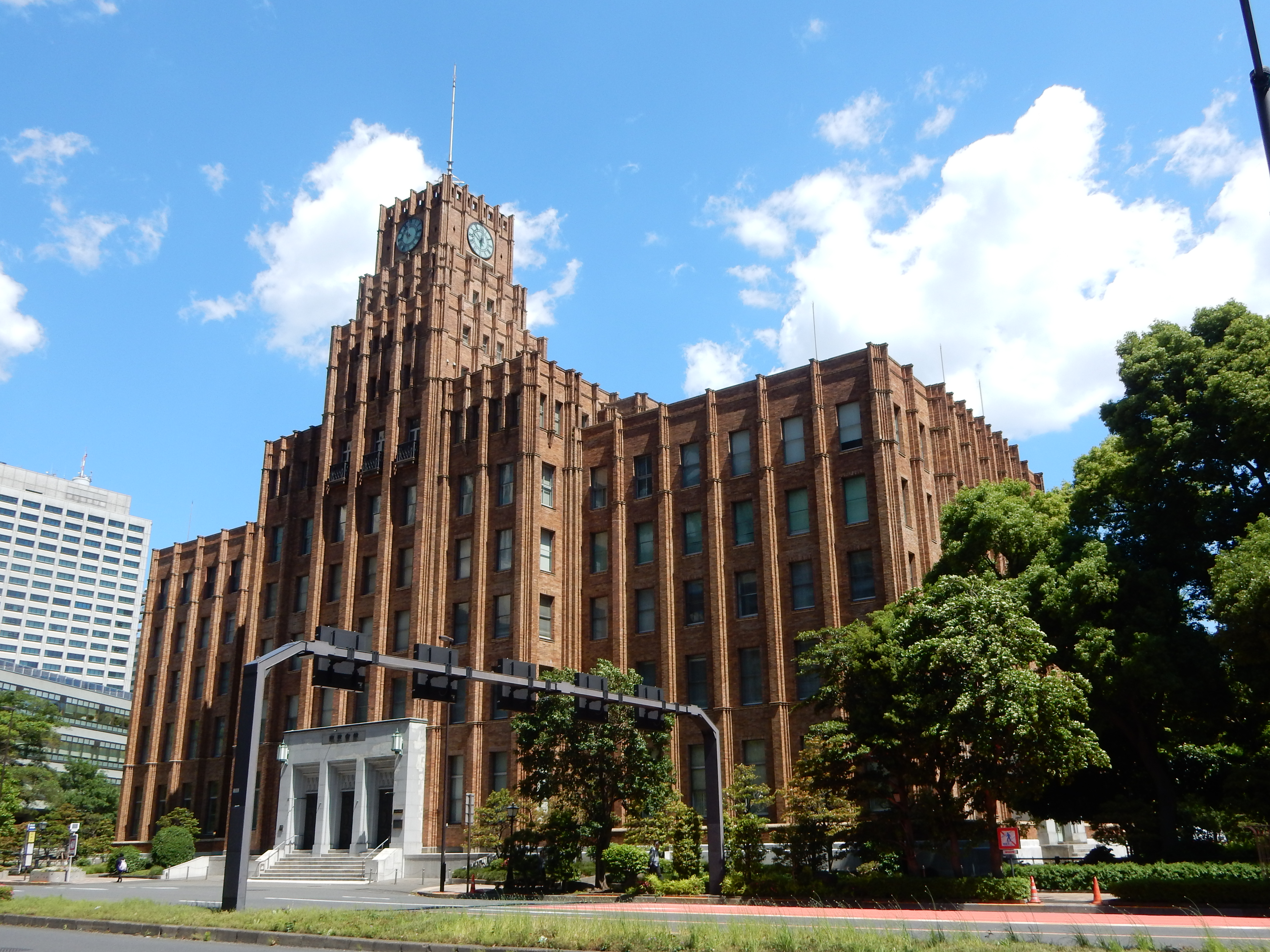
舊本部所在地：市政會館（東京都千代田區）

時事通信社（日语：／ Jiji Tsūshinsha */?）是日本的通訊社之一，成立於1945年11月1日，由原同盟通信社的經濟報導部門分割而來。總部位於東京銀座，在日本國內有78個分部，在海外則有28個分部。在過去簡稱為「JP」（JijiPress），現在則改用「Jiji」。其與共同通信社并列為日本兩大通訊社。

## 歴史
時事通信社成立于1945年11月，当时同盟通信社被盟軍最高司令官總司令部勒令解散，切割成共同通訊社（一般新聞部門）與本社（經濟新聞部門）。
2012年，時事社长中田正宏（Masahiro Nakata）辞职，原因是他发现华盛顿特区的時事記者抄袭了共同社的文章。

### 腳註
1. ↑  時事通信社結算公告（2018年3月期）PDF
2. ↑  . The Japan Times Online. 2012-06-20  [2017-03-17]. ISSN 0447-5763. （原始内容存档于2020-07-03） （美国英语）.

### 文獻
- 里見脩『ニュース・エージェンシー 同盟通信社の興亡』（2000年）ISBN 978-4121015570

## 外部鏈結
- 官方网站